# 둥화 이공대학
둥화 이공대학(중국어: 东华理工大学, 영어: East China University of Technology)은 중국 장시성 난창시 칭산후구 위치한 공립 대학이다. 1956년에 설립되었다.